# Elisabeth Marten
Elisabeth Marten (* 10. Oktober 1894 in Kiel; † 1966) war eine deutsche Illustratorin.

## Leben
Elisabeth Marten war die Tochter des Kieler Pianisten und Musiklehrers, später Musikdirektors August Theodor Marten, der zum Zeitpunkt ihrer Geburt noch in der Hospitalstr. 19 in Kiel wohnte.

### Werdegang
Elisabeth Marten besuchte in der Zeit von 1911 bis 1914 die Handwerkerschule in Kiel und war darauf anfangs als Zeichnerin am Museum Vaterländischer Altertümer und darauf von 1924 bis 1937 als Zeichnerin an den Akademischen Heilanstalten in Kiel beschäftigt.
1927 wurde sie im Adreßbuch der Stadt Kiel und Umgebung von 1927 unter der Anschrift ihres Vaters Klaus-Groth-Platz 6 aufgeführt; dort war sie auch 1930 noch verzeichnet.

### Künstlerisches Wirken
Elisabeth Marten zeichnete in den Techniken Aquarell und aquarellierte Federzeichnung vornehmlich Tier- und Landschaftsstudien mit einer humoresk-illustrativen Note.
Neben ihrer beruflichen Tätigkeit schuf sie auch Illustrationen für die Kieler Neuesten Nachrichten.

## Ausstellungen
- 1937: Kunstschaffen in Kiel, Kiel.
- 1955: Landesschau des Berufsverbands der Bildenden Künstler – Schleswig-Holstein.
- 1958: Landesschau des Berufsverbands der Bildenden Künstler – Schleswig-Holstein.
- 1959: Ausstellung der Malerinnen und Bildhauerinnen Schleswig-Holsteins im Kieler Landeshaus.
- 1961: Landesschau des Berufsverbands der Bildenden Künstler – Schleswig-Holstein.
- 1964: Ausstellung der Malerinnen und Bildhauerinnen Schleswig-Holsteins im Kieler Landeshaus.

## Mitgliedschaften
Elisabeth Marten gehörte von 1953 bis zu ihrem Tod dem Berufsverband der Bildenden Künstler – Schleswig-Holstein an.

## Werke
- 8 Federzeichnungen im Kultusministerium (heute: Ministerium für Bildung, Wissenschaft und Kultur des Landes Schleswig-Holstein) Kiel.

## Schriften (Auswahl)
- Malbilderbuch. Rendsburg 1946.
- Hans Heitmann; Elisabeth Marten: Die Oktoberflut 1634. Verlag Lipsius & Tischer, Kiel, 1949.[7]